# Domokos Márton
Zalakapolcsi Domokos Márton (Tótvázsony, 1697 – Debrecen, 1764. április 3.) író, műfordító, Debrecen város főbírája.

## Élete
Domokos Ferenc kuruc brigadéros fia, Domokos Lajos főbíró apja volt. Az 1777-ben kiadott Ratio Educationis bevezetése ellen alakult debreceni ellenállás vezetője volt fiával együtt, amely a református kollégiumok elemi tagozatait állami felügyelet alá kívánta vonni. Tudományosan művelt férfiú volt s különösen az európai nyelvek ismeretében és a hazai jogtudományban nagy jártassággal bírt; hivatalos elfoglaltsága mellett az irodalomnak szentelte idejét. Tatai Ferenc ev. ref. lelkész és Szathmári Paksi István mondottak fölötte gyászbeszédet (Nebó hegye… Debrecen, 1764.)
Arcképét dohányszínű mentében, kék dolmányban, melyet egy tógátus festett papirosra, még Kazinczy Ferenc látta.

## Munkái
- A keresztyének között ez idő szerint uralkodó romlottságnak kútfejeiről való elmélkedés. Mely franczia nyelven irattatott Osterwald Friderich János által és mostan magyar nyelvre fordíttatott. Debreczen, 1745. (Névtelenül.)
- A keresztyén ethikának vagy erkölcsök tudományának rövid summája. La Placette János után francziából ford. Uo. 1750. (Névtelenül.)

Kézirata: Logica 1715.